# Cyanotis somalijski
Cyanotis somalijski, trzykrotka somalijska (Cyanotis somaliensis) – gatunek wieloletnich, niskopączkowych roślin z rodziny komelinowatych, pochodzący z północnej Somalii. Uprawiany jako roślina pokojowa.
Nazwa naukowa rodzaju pochodzi od greckich słów κυανός (kyanos – ciemnoniebieski) i ωτός (otos – ucho); przymiotnik gatunkowy odnosi się do miejsca występowania tego gatunku.
Syntypem gatunku jest okaz zielnikowy zebrany w roku 1895 przez Edith Cole w Hammar Golis Range w Somalii, na wysokości 940 m. Okaz przechowywany jest w herbarium Kew Gardens pod numerem K000345772.

## Morfologia
PokrójNiewielkie, wiecznie zielone rośliny zielne, płożące się lub tworzące kępy.
ŁodygaRośliny tworzą dwa typy pędów: niekwitnące, tworzące u nasady rozetę liściową, oraz kwitnące, rozłogowate i płożące. Te drugie bądź kwitną, bądź ukorzeniają się tworząc rozetkę liściową, osiągają długość 10–22 cm, są relatywnie grube, niepodzielne, z kilkoma liśćmi i 2–8 kwiatostanami wyrastającymi pachwinowo.
LiścieLiście podłużno-równowąskie, o wymiarach 12×1,5 cm (tworzące rozetki) lub 15–40×5–10 mm (na pędach kwitnących). Liście na pędach kwitnących są gruboszowate, U-kształtne w przekroju, gęsto pokryte od spodu białymi włoskami.
KwiatyKwiaty obupłciowe, o średnicy około 5 mm, różowawo-niebieskie, gęsto skupione w bardzo krótkie skrętki. Podsadki nieregularne. Kielich okwiatu zbudowany z 3 lancetowatych działek, mniej więcej zrośniętych u nasady. Korona kwiatu złożona z 3 niewielkich płatków. Każdy kwiat składa się z 6 pręcików o owłosionych nitkach i pojedynczej, siedzącej zalążni, owłosionej u szczytu, 3-komorowej. W każdej komorze zalążni powstają 2 zalążki.
OwoceOwocami są cienkie torebki, zawierające przeważnie 5–6 nasion.

## Zastosowanie
Rośliny z tego gatunku uprawiane są na całym świecie jako rośliny pokojowe. Szczególnych walorów dekoracyjnych nabierają w wiszących koszach. Mimo bliskiego spokrewniania z trzykrotkami wymagają zabiegów pielęgnacyjnych jak sukulenty.